# Ngqushwa
Ngqushwa est une municipalité locale située dans le district d'Amathole, dans la province du Cap oriental, en Afrique du Sud. En 2011, sa population est de 72 190 habitants.

## Source
- (en) Cet article est partiellement ou en totalité issu de l’article de Wikipédia en anglais intitulé « Ngqushwa Local Municipality » (voir la liste des auteurs).